# Одли, Маргарет, 2-я баронесса Одли
Маргарет Одли (англ. Margaret Audley; умерла 7 сентября 1349) — английская аристократка, 2-я баронесса Одли в своём праве (suo jure) с 1347 года, дочь Хью Одли, графа Глостера, и Маргарет де Клер, жена Ральфа Стаффорда.

## Биография
Маргарет Одли была единственным ребёнком в семье Хью Одли, 1-го барона Одли из Страттон Одли в Оксфордшире, и Маргарет де Клер, одной из трёх наследниц обширных земель Клеров, по матери — внучки короля Эдуарда I. Дата рождения Маргарет неизвестна, но её родители поженились в 1317 году. Маргарет де Клер умерла в 1342 году, оставив дочери богатое наследство. Её земли в Англии, простиравшиеся от Норфолка до Уилтшира, а также Ньюпорт в Уэльсе и владения в графстве Килкенни в Ирландии, приносили Маргарет-младшей, по современным оценкам, не менее 2341 фунтов стерлингов годового дохода. До июля 1336 года на девушке женился сэр Ральф Стаффорд, тоже принадлежавший к баронской семье, с доходом в 265 фунта стерлингов в год. По общему мнению, он просто похитил Маргарет. Хью Одли начал судебное разбирательство, но ничего не добился. Учитывая это и тот факт, что спустя всего несколько месяцев Стаффорд был вызван в парламент как барон Стаффорд, исследователи полагают, что брак мог быть заключён с ведома короля Эдуарда III.
В 1337 году отец Маргарет получил титул графа Глостера, на который имел права по жене. В ноябре 1347 году он умер, оставив дочери все владения и титул баронессы Одли (но не графский титул). Стаффорду было разрешено вступить во владение землями Одли без предварительного принесения за них оммажа. Маргарет умерла в 1349 году, её владения и титул унаследовал старший сын Хьюго де Стаффорд. Сэр Ральф спустя два года получил титул графа Стаффорда.

## Семья
В браке Маргарет Одли и сэра Ральфа Стаффорда родились:
- Ральф де Стаффорд (примерно 1337—1347)[5];
- Хьюго де Стаффорд (примерно 1334 — 16 октября 1386), 3-й барон Одли, 3-й барон Стаффорд и 2-й граф Стаффорд[2];
- Джоан Стаффорд (около 1343 — до 1397); 1-й муж: Джон Черлтон, 3-й барон Черлтон, 4-й барон Черлтон из Повиса; 2-й муж: ранее 16 ноября 1379 Гилберт Толбот, 3-й барон Толбот[6];
- Элизабет Стаффорд (около 1340 — 7 августа 1375); 1-й муж: Фульк ле Стрейндж (1330/1331 — 30 августа 1349), 3-й барон Стрейндж из Блэкмера; 2-й муж: Джон Феррерс, 4-й барон Феррерс из Чартли; 3-й муж: Реджинальд де Кобем, 2-й барон Кобем из Стерборо[7];
- Беатрис Стаффорд (примерно 1340 — 13 апреля 1415); 1-й муж: с 1350 Морис Фиц-Морис Фицджеральд, 2-й граф Десмонд; 2-й муж: с 1 января 1357/1358 Томас де Рос, 5-й барон де Рос;
- Кэтрин Стаффорд (16 сентября 1348 — до 25 декабря 1361); муж: с 25 декабря 1357 Джон де Саттон;
- Джон Стаффорд;
- Агнес Стаффорд; муж: Джон Керей.